# Dmitri Stiópushkin
Dmitri Fiódorovich Stiópushkin –en ruso, Дмитрий Фёдорович Стёпушкин– (Vorónezh, URSS, 3 de septiembre de 1975-Moscú, 30 de junio de 2022) fue un deportista ruso que compitió en bobsleigh en la modalidad cuádruple.
Ganó tres medallas en el Campeonato Mundial de Bobsleigh entre los años 2003 y 2008, y cuatro medallas en el Campeonato Europeo de Bobsleigh entre los años 2005 y 2009.
Participó en tres Juegos Olímpicos de Invierno, en los años 2002 y 2010, ocupando el octavo lugar en Salt Lake City 2002, en la prueba cuádruple.

## Palmarés internacional
| Campeonato Mundial | Campeonato Mundial           | Campeonato Mundial | Campeonato Mundial |
| Año                | Lugar                        | Medalla            | Prueba             |
| ------------------ | ---------------------------- | ------------------ | ------------------ |
| 2003               | Lake Placid (Estados Unidos) | Medalla de bronce  | Cuádruple          |
| 2005               | Calgary (Canadá)             | Medalla de plata   | Cuádruple          |
| 2008               | Altenberg (Alemania)         | Medalla de plata   | Cuádruple          |
| Campeonato Europeo |                              |                    |                    |
| Año                | Lugar                        | Medalla            | Prueba             |
| 2005               | Altenberg (Alemania)         | Medalla de oro     | Cuádruple          |
| 2006               | Sankt Moritz (Suiza)         | Medalla de bronce  | Cuádruple          |
| 2007               | Cortina d'Ampezzo (Italia)   | Medalla de plata   | Cuádruple          |
| 2009               | Sankt Moritz (Suiza)         | Medalla de oro     | Cuádruple          |